# Argina notata
Argina notata är en fjärilsart som beskrevs av Butler 1877. Argina notata ingår i släktet Argina och familjen björnspinnare. Inga underarter finns listade i Catalogue of Life.